# Đồng vị
Đồng vị là các biến thể của một nguyên tố hóa học, trong đó hạt nhân nguyên tử có cùng số proton (số đơn vị điện tích hạt nhân) nhưng khác số neutron và do đó có số khối khác nhau.
Thuật ngữ isotope ("đồng vị") được lấy từ tiếng Hy Lạp isos (ἴσος "cùng") và topos (τόπος "chỗ"), có nghĩa là "cùng một chỗ", để nói rằng các đồng vị khác nhau của một nguyên tố đều chiếm vị trí duy nhất trong bảng tuần hoàn các nguyên tố hóa học, hay bảng tuần hoàn Mendeleev.

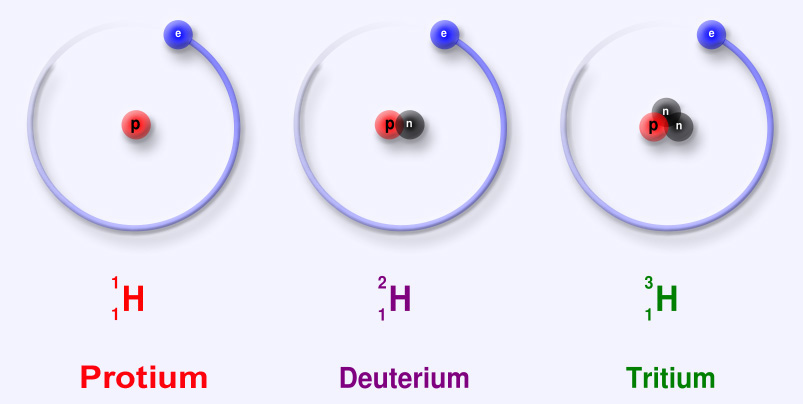
Ba đồng vị trong tự nhiên của hydro:
Proti (^{1}H) với 0 neutron.
Deuteri (^{2}H) với 1 neutron.
Triti (^{3}H) với 2 neutron.

Số proton trong hạt nhân nguyên tử được gọi là số nguyên tử, và bằng số electron trong trạng thái nguyên tử trung tính (không ion hóa). Mỗi số nguyên tử xác định một nguyên tố cụ thể, và các nguyên tử của nguyên tố đó có thể có một phạm vi rộng về số lượng các neutron. Số lượng các nucleon (tên gọi chung cho proton và neutron) trong hạt nhân là số khối của nguyên tử, tức là mỗi đồng vị của một nguyên tố có một số khối riêng biệt.
Ví dụ, carbon-12, carbon-13 và carbon-14 là ba đồng vị của nguyên tố carbon với số khối tương ứng là 12, 13 và 14. Số nguyên tử của carbon là 6, có nghĩa là mỗi nguyên tử carbon có 6 proton, vì vậy mà số neutron của các đồng vị tương ứng là 6, 7 và 8.
Vì các đồng vị của một nguyên tố chỉ khác nhau về số neutron nên cấu hình electron của các đồng vị là giống nhau. Do đó, tính chất hóa học của các đồng vị không thay đổi nhưng tính chất vật lý thay đổi (do sự thay đổi về khối lượng).

## Ký hiệu
Hai cơ quan khoa học quốc tế là Liên đoàn Quốc tế về Hoá học Thuần túy và Ứng dụng (IUPAC) và Ủy ban Đồng vị và Khối lượng Nguyên tử (CIAAW, một ủy ban của IUPAC) là nơi đưa ra các khuyến nghị về danh pháp cho các nguyên tố và hợp chất hóa học, cũng như các hằng số hay giá trị liên quan,... và thường được giới khoa học gia liên quan chấp thuận.
Ngày nay tên khoa học của các đồng vị được viết với tên của nguyên tố, theo sau là dấu trừ và số nucleon (proton và neutron). Ví dụ: heli-3, carbon-12, carbon-14, iod-131, urani-238.
Ở dạng ký hiệu AZE (AZE notation) trong đó A – số khối, Z – số nguyên tử, và E – ký hiệu hóa học, thì số nucleon hay số khối được viết theo kiểu chỉ số trên ngay trước ký hiệu hóa học của nguyên tố, còn số nguyên tử ở dưới. Ví dụ 3
2He
, 4
2He
, 12
6C
, 14
6C
, 235
92U
, 239
92U
.
Tuy nhiên thực tế hay dùng ký hiệu AE, vì số nguyên tử Z đã được đặc trưng rõ bằng ký hiệu hóa học E, ví dụ như 3He, 12C, 14C, 131I, 238U.
Đôi khi trạng thái của đồng vị cũng được biểu diễn, ví dụ chữ m cho trạng thái giả bền (metastable) trong 180m
73Ta
 hay tantali-180m.
Trong phương trình phản ứng với hạt cơ bản khác thì ký hiệu AZE cho hình dung trực quan tốt hơn. Ví dụ {\displaystyle {}_{\ 7}^{14}\mathrm {N} +{}_{0}^{1}\mathrm {n} \rightarrow {}_{\ 6}^{14}\mathrm {C^{*}} +{}_{1}^{1}\mathrm {p} }.
Một số cách ký hiệu đã dùng trước đây, như ký hiệu ZEA: 2He4, 6C14, 92U238,... hay ký hiệu EA: He4, C14, U238,... tồn tại trong các sách cũ.

Chu kỳ bán rã của đồng vị. Các ô biểu diễn đồng vị bền lệch khỏi đường Z = N khi số nguyên tử Z tăng.

## Đồng vị bền và đồng vị phóng xạ
Một số đồng vị / nuclide có tính phóng xạ và do đó được gọi là đồng vị phóng xạ hoặc hạt nhân phóng xạ, trong khi những chất đồng vị khác chưa từng được quan sát thấy phân rã phóng xạ, do đó được gọi là đồng vị bền hoặc hạt nhân bền. Ví dụ: 14C là một đồng vị phóng xạ của carbon, trong khi 12C và 13C là các đồng vị bền. Có khoảng 339 hạt nhân xuất hiện tự nhiên trên Trái Đất, trong đó 286 là nuclide nguyên thủy, có nghĩa là chúng đã tồn tại từ khi hình thành Hệ Mặt Trời.
Nuclide nguyên thủy bao gồm 32 hạt nhân có chu kỳ bán rã rất dài (trên 100 triệu năm) và 253 được chính thức coi là "hạt nhân bền", bởi vì chúng chưa được quan sát bị phân rã bao giờ. Trong hầu hết các trường hợp, vì những lý do rõ ràng, nếu một nguyên tố có đồng vị ổn định, các đồng vị đó sẽ chiếm ưu thế trong sự phong phú của nguyên tố tìm thấy trên Trái Đất và trong Hệ Mặt Trời. Tuy nhiên, trong trường hợp của ba nguyên tố (teluri, indi và rheni), đồng vị phong phú nhất được tìm thấy trong tự nhiên thực sự là một (hoặc hai) đồng vị phóng xạ có chu kỳ bán rã cực kỳ dài của nguyên tố, mặc dù các nguyên tố này có một hoặc nhiều đồng vị bền.